# کوانی
کوانی یکی از شهرهای کشور تانزانیا و مرکز استان زنگبارمرکزی-جنوبی می‌باشد.